# Saccharodite misamensis
Saccharodite misamensis är en insektsart som beskrevs av Bernhard Zelazny 1981. Saccharodite misamensis ingår i släktet Saccharodite och familjen Derbidae. Inga underarter finns listade i Catalogue of Life.